# Pierre Mathieu Ligier
Joseph-Philippe Simon (ur. 1796, zm. 1872) – aktor francuski.
Od 1821 występował w Komedii Francuskiej, w latach 1824-1828 w Odeonie, następnie w teatrze Porte Saint-Martin. W 1831 roku powrócił do Komedii Francuskiej. Zasłynął interpretacjami ról w sztukach Delavigne’a, Hugo i Dumasa.

## Kariera sceniczna
| Rok  | Sztuka                         | Autor                    |
| ---- | ------------------------------ | ------------------------ |
| 1829 | Marino Faliero                 | Casimir Delavigne        |
| 1832 | Le roi s'amuse                 | Victor Hugo              |
|      | Clotilde                       | Frédéric Soulié          |
| 1833 | Les Enfants d'Édouard          | Casimir Delavigne        |
| 1834 | Une aventure sous Charles IX   | Frédéric Soulié          |
| 1835 | Don Juan d’Autriche            | Casimir Delavigne        |
| 1836 | Une famille au temps de Luther | Casimir Delavigne        |
| 1837 | Caligula                       | Alexandre Dumas          |
| 1838 | Maria Padilla                  | Jacques-François Ancelot |
| 1839 | Esther                         | Jean Racine              |
| 1840 | Marie Stuart                   | Pierre-Antoine Lebrun    |
| 1842 | Lorenzino                      | Alexandre Dumas          |
| 1844 | Le Tisserand de Ségovie        | Hippolyte Lucas          |
| 1845 | Virginie d’Isidore Latour      | Saint-Ybars              |
| 1847 | Dom Juan                       | Molier                   |
| 1859 | Les Grands Vassaux             | Victor Séjour            |